# Jaz Coleman
Jeremy „Jaz“ Coleman (* 26. února 1960) je frontman britské post-punkové hudební skupiny Killing Joke (klávesy, vokály, aranžmá) s níž průběžně nahrává a vystupuje od roku 1978. Zároveň se věnuje klasické hudbě a na svém kontě má spolupráci s předními umělci celého světa. Žije hlavně v Praze, Londýně a na Novém Zélandu. V roce 2002 si zahrál v úspěšném filmu Petra Zelenky Rok ďábla.
V současné době[kdy?] pracuje jako „Composer in Residence“ pro Evropskou unii.
Do širšího povědomí v České republice se dostal zejména díky své spolupráci se skupinami Čechomor a Gaia Mesiah.